# Bất đẳng thức Azuma
Trong lý thuyết xác suất, bất đẳng thức Azuma–Hoeffding (đặt tên theo Kazuoki Azuma và Wassily Hoeffding) là một bất đẳng thức về sự tập trung của giá trị một martingale có gia số bị chặn.
Giả sử { Xk: k = 0, 1, 2, 3,... } là một martingale (hoặc super-martingale) và
{\displaystyle |X_{k}-X_{k-1}|<c_{k},\,}
gần như chắc chắn. Khi đó, với mọi số nguyên dương N và mọi số thực dương t,
{\displaystyle P(X_{N}-X_{0}\geq t)\leq \exp \left({-t^{2} \over 2\sum _{k=1}^{N}c_{k}^{2}}\right).}
Nếu X là một martingale, thì bằng cách áp dụng bất đẳng thức Azuma cho cả martingale -X và X ta có bất đẳng thức sau:
{\displaystyle P(|X_{N}-X_{0}|\geq t)\leq 2\exp \left({-t^{2} \over 2\sum _{k=1}^{N}c_{k}^{2}}\right).}
Bất đẳng thức Azuma áp dụng cho martingale Doob chính là phương pháp gia số bị chặn thường được dùng để phân tích thuật toán ngẫu nhiên.

## Một ví dụ sử dụng bất đẳng thức Azuma
Giả sử Fi là một dãy những lần tung đồng xu công bằng độc lập nhau (nghĩa là Fi có cùng xác suất nhận giá trị -1 cũng như 1 và độc lập với những giá trị Fj khác).  Đặt {\displaystyle X_{i}=\sum _{j=1}^{i}F_{j}} cho ta một martingale với |Xk − Xk−1| ≤ 2. Nói cách khác, {\displaystyle X_{i}} chính là chênh lệch giữa số lần nhận giá trị 1 so với số lần nhận giá trị -1 trong i lần tung đầu tiên. Áp dụng bất đẳng thức Azuma, ta có
{\displaystyle \Pr[X_{N}>t]\leq \exp \left({\frac {-t^{2}}{8N}}\right).}
Ví dụ, nếu chọn t tỉ lệ với N, ta nhận thấy giá trị lớn nhất có thể của XN là tỉ lệ với N, và xác suất nó tỉ lệ với N giảm với tỉ lệ lũy thừa theo N.